# Insectes Sociaux
Insectes Sociaux, abgekürzt Insect. Soc., ist eine wissenschaftliche Fachzeitschrift, die vom Springer-Verlag veröffentlicht wird. Die Zeitschrift ist ein offizielles Publikationsorgan der International Union for the Study of Social Insects (IUSSI) und erscheint mit vier Ausgaben im Jahr. Es werden Arbeiten veröffentlicht, die sich mit der Entomologie, genauer dem Studium der sozialen Insekten und anderer Arthropoden beschäftigen.
Der Impact Factor lag im Jahr 2014 bei 1,022. Nach der Statistik des ISI Web of Knowledge wird das Journal mit diesem Impact Factor in der Kategorie Entomologie an 41. Stelle von 92 Zeitschriften geführt.